# Platytaenia tripartita
Platytaenia tripartita är en flockblommig växtart som först beskrevs av James Edward Tierney Aitchison och William Botting Hemsley, och fick sitt nu gällande namn av Karl Heinz Rechinger och Harald Harold Udo von Riedl. Platytaenia tripartita ingår i släktet Platytaenia och familjen flockblommiga växter. Inga underarter finns listade i Catalogue of Life.